# 菲洛塞奥斯修道院
菲洛塞奥斯修道院 (希臘語：Μονή Φιλοθέου；英语：Filotheou monastery) 是希腊阿索斯山的一座东正教修道院，名列第12位，屹立在半岛的东北侧。

## 历史
菲洛塞奥斯修道院由真福菲洛塞奥斯建于10世纪末。
在1539至1540年，该修道院由格鲁吉亚国王莱文和亚历山大二世父子修复，在食堂有描绘他们的濕壁画。
图书馆有250册手稿，和2500本印刷书籍（其中500册是俄语和罗马尼亚语）。

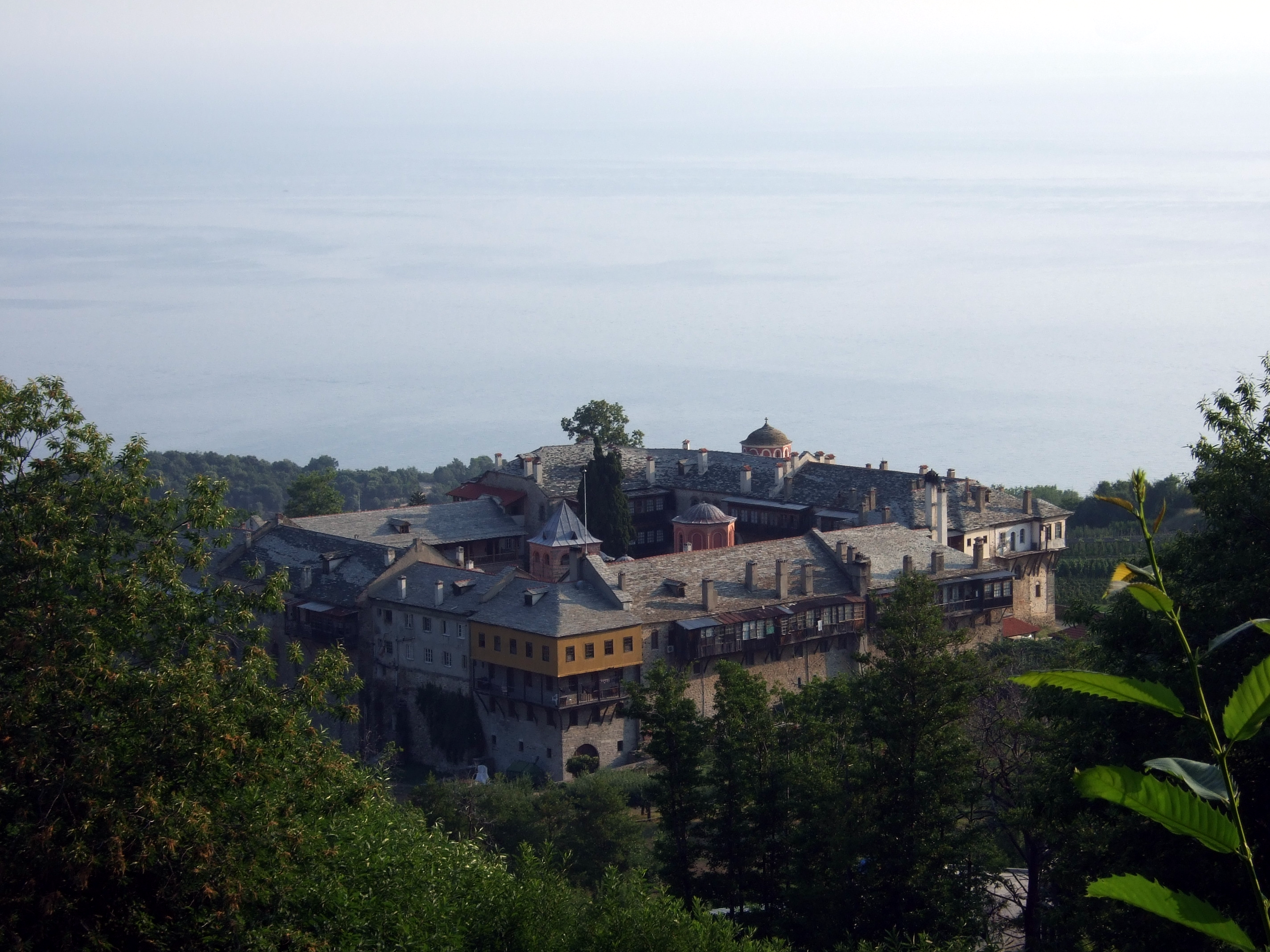

该修道院内60名修士。